# Castell de Sant'Angelo
El castell de Sant'Angelo (en italià, Castel Sant'Angelo), conegut també com el mausoleu d'Hadrià o Mole Adriana, és un monument romà al marge dret del riu Tíber, davant l'antic Pons Aelius (l'actual pont de Sant'Angelo), a no gaire distància de la Ciutat del Vaticà.
Iniciat per l'emperador Hadrià l'any 135 amb la finalitat de fer-ne el seu mausoleu personal i familiar, fou acabat per Antoní Pius el 139. El monument, bastit amb pedra de travertí, estava coronat per una quadriga de bronze guiada per l'emperador Hadrià. Ben aviat, l'edifici canviaria d'ús i es convertiria en una fortificació militar. Es va integrar a la muralla d'Aurelià l'any 403.

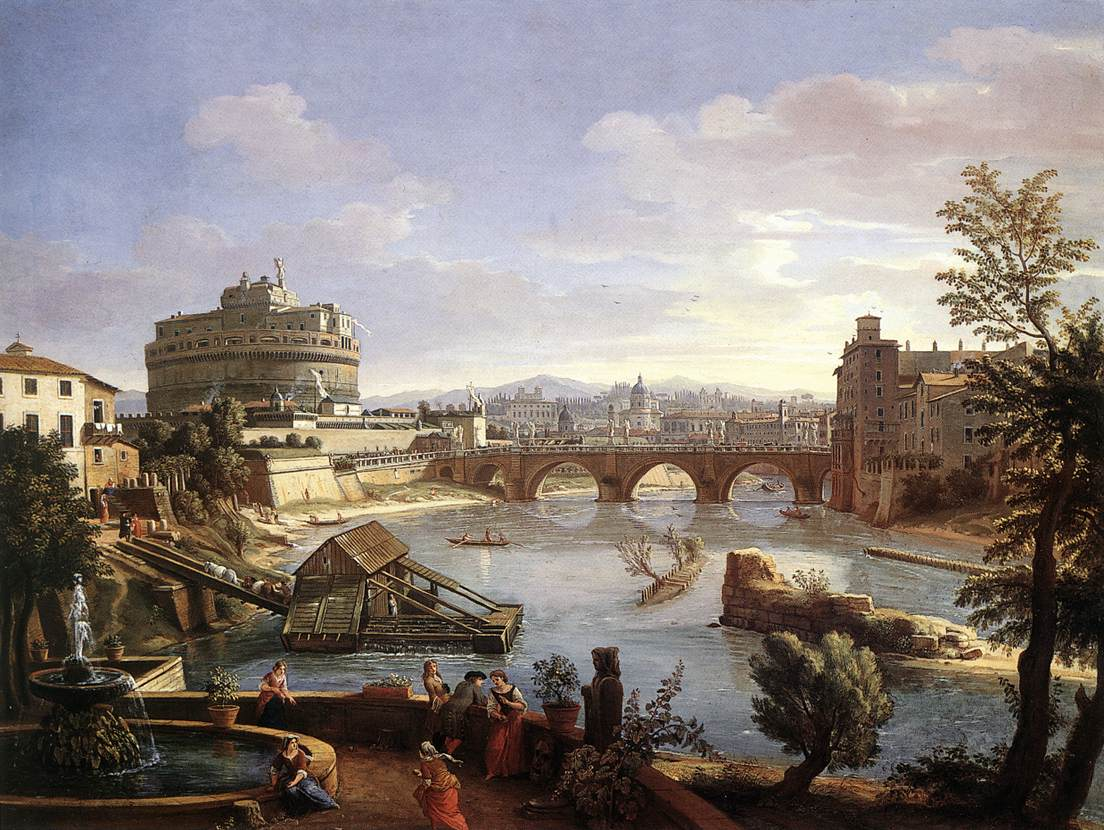
El castell de Sant'Angelo des del sud, de Caspar Van Wittel, v. 1690

El nom actual del castell prové de l'any 590, durant una gran epidèmia de pesta que va assolar la ciutat de Roma. El papa de l'època, Gregori I, va veure l'arcàngel Sant Miquel al capdamunt del castell embeinant l'espasa, cosa que significava l'acabament de l'epidèmia. Per commemorar aquesta aparició, es va coronar l'edifici amb l'estàtua d'un àngel: primer va ser una escultura de marbre de Raffaello da Montelupo i, des del 1753, n'és una de bronze de Pierre van Verschaffelt sobre un dibuix de Bernini.

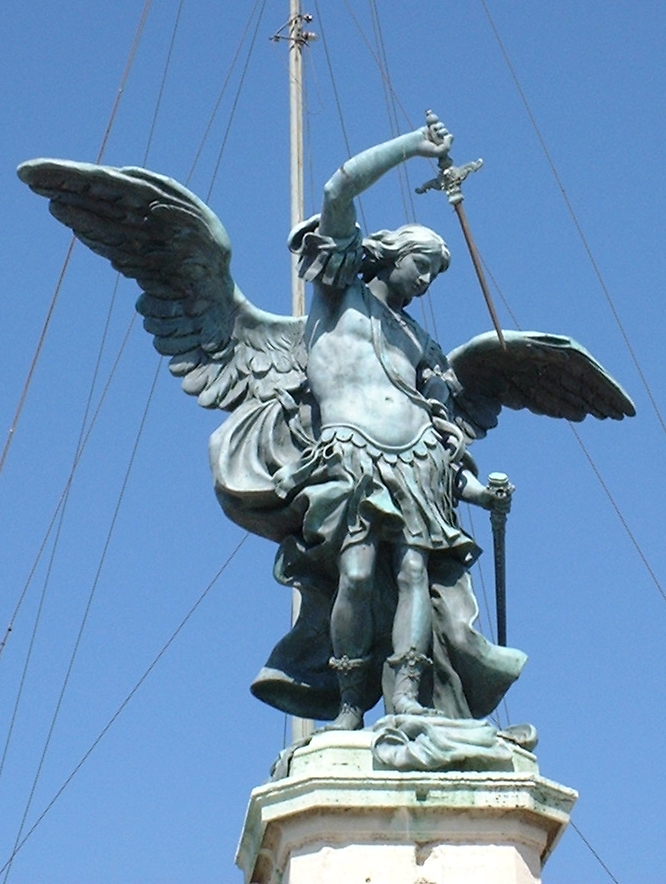
L'àngel de Pierre Van Verschaffelt

Des del 1277, el castell és connectat amb la Ciutat del Vaticà mitjançant un corredor fortificat, anomenat el Passetto, d'uns vuit-cents metres de llargària.
La fortalesa fou el refugi del papa Climent VII durant el setge i saqueig de Roma (1527), dut a terme per les tropes de l'emperador Carles V.
Fins al segle xix, el castell servirà de presó política del papat, i en serà Marc Antoni de Dominis (1560-1624), arquebisbe, matemàtic i científic un dels presoners destacats. El 21 de juliol del 1871, s'arria la bandera pontifícia i l'exèrcit italià pren possessió de l'edifici.
Restaurat al començament del segle xx, el castell de Sant'Angelo va restar aïllat de les construccions dels voltants fins al 1934. Des del 1925, és un museu nacional que allotja una col·lecció de pintura (amb frescos de Perino del Vaga, Antonio da Sangallo el Jove, Dosso Dossi i Lorenzo Lotto, entre d'altres) i armadures.